# Klaudiusz (cesarz Etiopii)
Klaudiusz (gyyz. ገላውዴዎስ, Gelaudjeuos, lub Galudieuos, imię tronowe; Atsnaf Seged, gyyz. አጽናፍ ሰገድ, co znaczy ten któremu kłania się horyzont, lub najdalsze regiony podporządkowują się [jemu]) (ur. 1521 lub 1522, zm. 23 marca 1559 r.) – cesarz Etiopii w latach 1540–1559. Pochodził z dynastii salomońskiej.

## Początki panowania
Klaudiusz objął tron po śmierci swojego ojca, cesarza Lybne Dyngyla, zmarłego drugiego października 1540 roku w bitwie przeciwko afarskim muzułmanom z sułtanatu Adal, w pobliżu Debre Dammo. W wojnie z Adalem dowodzonym przez Ahmada ibn Ibrihima al-Ghaziego, zwanego przez etiopskich kronikarzy imamem Graniem, Etiopia ponosiła druzgocące klęski aż do czasu, gdy rządy objął Klaudiusz. Nowy władca posiadał większy autorytet wśród poddanych, niż swój ojciec. Siódmego grudnia 1540 nowy cesarz odniósł zwycięstwo z wezyrem Asem, który poległ w bitwie. Przy poparciu plemienia Agau, Klaudiusz odzyskał Serauje, Tembien, oraz Szyrie. Dwudziestego czwartego kwietnia 1541 cesarz walczył w prowincji Tigraj z geradem Umarem, ale nie uzyskał tam większych sukcesów. Następnie w prowincji Semien podzielił swoje oddziały na dwie części. Pierwsza z nich pozostała na północy pod dowództwem matki Klaudiusza, Seble Uengiel, natomiast z drugą on sam wyruszył do Szeua. Później walczył w prowincjach Ifat i Deuaro, umacniając się po drodze coraz to nowymi zwolennikami wywodzącymi się spośród lokalnych plemion, zachęconych przez ostatnie zwycięstwa. W latach 30. XVI wieku, w czasie ustawicznych klęsk Lybne Dyngyla znaczna część możnowładców z obawy o swoje życie przechodziła na stronę muzułmanów. Gdy losy wojny zmieniły bieg, zaczęli oni powracać na stronę cesarza. Klaudiusz zazwyczaj nie mścił się na zdrajcach, choć w wyjątkowych okolicznościach karał ich, jeśli zdrada w znacznym stopniu zaważyła o porażkach Etiopczyków. Tak było na przykład w przypadku zarządcy Tselemt, Jorama, odpowiedzialnego za zmuszenie Lybne Dyngyla do ucieczki przed wrogiem. Według Portugalczyka Michała de Castanhoso: 

Było ich tak wielu [chodzi o tych, którzy zdradzili Lybne Dyngyla i przyłączyli się do imama Grania], że gdyby [cesarz] rozkazał wszystkich ich zabić, zostałby całkiem sam.

 Byli zdrajcy stanowili gwarancję na wygranie wojny, o czym wiedział Klaudiusz. Wojska etiopskie zaczęły w końcu przechodzić do ofensywy.

## Przybycie wojsk portugalskich
Dziewiątego lipca 1541 w Arkiko wylądował czterystuosobowy oddział muszkieterów portugalskich, wysłanych przez króla Portugalii, Jana III Aviza. Interwencja wojsk z Europy odbyła się za sprawą posła Jana Bermudeza wysłanego na dwór portugalski jeszcze przez cesarza Lybne Dyngyla. Zaopatrzony w działa pułk muszkieterów pod wodzą Krzysztofa da Gamy, prowadzony przez bahyra negasza Izaaka dotarł do Debre Dammo. Oficjalne dołączenie Portugalczyków do wojsk etiopskich nastąpiło czwartego kwietnia 1542. Muszkieterowie uczestniczyli w walkach z północnym korpusem wojsk imama Grania, oraz ze sprzyjającymi muzułmanom Felaszami. Po tym jak cesarz Klaudiusz dowiedział się o przybyciu posiłków portugalskich, wrócił na północ do armii cesarzowej Seble Uengiel. 28 sierpnia 1542 po uzupełnieniu wojsk jemeńskimi oddziałami uzbrojonymi w broń palną, imam Grań zaatakował Etiopczyków przebywających w obozie w Ansa i wygrał tam bitwę. Szczególne straty ponieśli Portugalczycy, ponieważ zginęła tam połowa ich pułku. Ponadto muzułmanie wzięli do niewoli Krzysztofa da Gamę i zabili go poprzez ścięcie głowy.

## Stosunki z jezuitami
Kiedy Lybne Dyngyl wysyłał Jana Bermudeza do Europy z prośbą o pomoc, obiecał, że Etiopia stanie się krajem katolickim, natomiast sam Bermudez miał stać się patriarchą Kościoła etiopskiego. W 1543 Bermudez upomniał się o wypełnienie obietnicy Lybne Dyngyla ze strony Klaudiusza, w postaci oddania połowy kraju pod panowanie portugalskie i podporządkowanie się Kościołowi katolickiemu. Rzymski papież miał rzekomo mianować Bermudeza patriarchą Aleksandrii. Na koniec Bermudez zażądał mianowania go patriarchą Etiopii, za którego sam się uważał. Cesarz odmówił wszystkim żądaniom, argumentując, iż pomoc Portugalczyków polegała na zasadzie partnerskiej. Brak wyrażenia zgody na postulaty jezuitów broniony był niemożnością pogodzenia doktryny katolickiej z etiopskim monofizytyzmem. W liście skierowanym do portugalskiego króla Jana III, Klaudiusz miał napisać: 

Kimże jest ten Jan Bermudes?

 Odpowiedź Jana III z trzynastego marca 1546 brzmiała następująco: 

Co zaś się tyczy Jana Bermudeza, którego król, Twój ojciec [chodzi oczywiście o poprzedniego cesarza, Lybne Dyngyla] wysłał do mnie jako swojego ambasadora. Nie pochwalam go wielce za rzeczy sprzeczne ze służbą naszemu Panu [w sensie Bogu] i w związku z tym jest sprawą oczywistą, że on nie może otrzymać żadnej pomocy, ani wsparcia. Nie wiem o nim więcej niż tyle, że jest zwykłym księdzem. O uprawnieniach, jakie mu udzielił Ojciec Święty [czyli ówczesny papież Paweł III] nic nie wiem. Z listów Jego Świątobliwości dowiesz się lepiej, co zaszło w tej sprawie. Mimo iż on [Bermudez] zasługuje na bardzo surowe kary, to wydaje mi się jednak, że nie należy ich na niego nakładać, chyba tylko w taki sposób, że nadal żyjąc, może on zostać ukarany zgodnie ze swoimi błędami.

 W tym samym liście król portugalski obiecał wysłać kapłanów bardziej godnych, niż Bermudez. Pomimo iż Jan III Aviz przychylił się do stanowiska Klaudiusza, katolicy nie rezygnowali jednak z próby wciągnięcia Etiopii w orbitę wpływów Rzymu. Szczególne starania podjęli w tym kierunku papież i generał jezuitów, Ignacy Loyola. W Rzymie w pobliżu Kościoła św. Stefana dei Mori otworzono szkołę dla jezuickich misjonarzy, którzy uczyli się tradycji, obyczajów i języka Etiopii. Poznawali również zasady funkcjonowania tamtejszej religii. W 1554 Nunez Barreto został na polecenie papieża mianowany patriarchą Etiopii. Klaudiusz pozwolił Barreto przybyć na swój dwór, ale po raz kolejny odmówił przejścia na katolicyzm. Barreto wyruszył do Etiopii w 1556, jednak w obawie przed problemami związanymi z misją, zatrzymał się w indyjskim Goa, a do Klaudiusza wysłał biskupa Andrzeja Oviedo. Biskup ten zjawił się w Etiopii w 1557 i przyjęto go tam przyjaźnie, ale cel europejskich starań w dalszym ciągu napotykał opór. Oviedo na początku rozmawiał z abuną Józefem. Później zwołano synod z udziałem lokalnego duchowieństwa i jezuitów. Audytorem synodu był Klaudiusz, który nie wtrącał się do dyskusji. Synod zakończył się na niekorzyść misjonarzy, a biskup Oviedo wyjechał z Etiopii pod koniec 1558 roku. Jezuici uzyskali od cesarza jedynie pozwolenie na prowadzenie misji ewangelizacyjnych na terenie kraju. Klaudiusz nie miał zamiaru zmieniać religii i chronił niezależności swojego państwa. Z drugiej strony nie chciał zrażać do siebie Europejczyków, którym mimo wszystko dużo zawdzięczał. W późniejszych latach jezuici będą mieć duży wpływ na politykę niektórych etiopskich cesarzy.

## Izolacja od Morza Czerwonego
W czasie panowania Klaudiusza, kontakt Etiopii z Europą został poważnie ograniczony, kiedy w 1557 Imperium Osmańskie zdobyło Massauę. Od tego momentu, europejscy dygnitarze i misjonarze musieli podróżować do Etiopii w przebraniu, aby uniknąć problemów ze strony władz muzułmańskich. Zajęcie portu leżącego u wybrzeży Morza Czerwonego pozwoliło także Turkom na gospodarcze blokowanie Etiopczykom importu broni palnej.

## Koniec wojny z muzułmanami

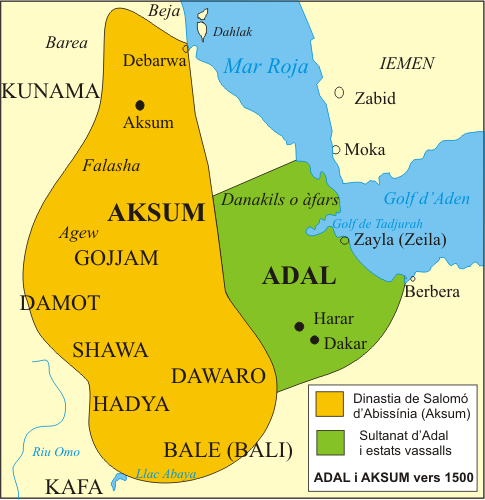
Sułtanat Adalu (oznaczony na zielono) i Etiopia (oznaczony na pomarańczowo) na początku XVI stulecia. Po zakończeniu trwającej trzydzieści lat wojny, państwa te powróciły do status quo ante bellum, czyli że konflikt nie zmienił pierwotnego układu między nimi.

7 listopada 1542 Klaudiusz wygrał bitwę pod Uegerą i wyruszył do okręgu Dembija. Z kolei 22 lutego 1543 rozegrała się bitwa pod Zenterą, zwana także bitwą pod Uajna Daga. Poległ w niej imam Grań, trafiony kulą przez któregoś z Portugalczyków. Wraz ze śmiercią tego najważniejszego dowódcy, jego armię ogarnął chaos, jednak nie oznaczało to jeszcze końca wojny. Większość Etiopii znajdowała się jeszcze w rękach muzułmanów, ale północ została wyzwolona. Muszkieterowie portugalscy wrócili do Europy, a Klaudiusz prowadził dalsza ofensywę, sukcesywnie odbijając utracone wcześniej przez swojego ojca prowincje. Działania wojenne zostały przerwane w połowie 1543 z powodu klęski głodu w Etiopii. W 1545 cesarz opanował Deuaro, które muzułmanie próbowali odbić w 1548. Zakończyło się klęską z powodu skutecznej obrony jednego z dowódców, Fanuela. Następnie na rozkaz cesarza, Fanuel bezpośrednio najechał sułtanat Adalu, a po nim Klaudiusz udał się tam osobiście, plądrując terytorium wroga przez kilka miesięcy. Cesarz zajął wówczas Harer i zabił sułtana Barakata ibn Umara Dina, ostatniego przedstawiciela rządzącej Adalem dynastii Uelasma. Oprócz walk z muzułmanami, Klaudiusz tłumił bunty regionów i plemion, które chciały się oddzielić od cesarstwa. W marcu 1548 Klaudiusz wyruszył na wyprawę mająca na celu podporządkowanie sobie okręgów zlokalizowanych na granicy z Damot. Walczył także z najeżdżającymi Etiopię, ludami Galla. Z kolei w latach 1550–1552 cesarz umacniał swoją władzę na południowym wschodzie, zwłaszcza w Uedż, gdzie ufundował rezydencję i kościół. Rejony te były strategicznie ważne ze względu na swoje bogactwa naturalne, w tym złoto, oraz z przyczyn politycznych, ponieważ zostały dopiero co odzyskane z rąk muzułmanów. Ostatnią bitwą wojny Etiopczyków z muzułmanami było starcie pomiędzy siostrzeńcem i następcą imama Grania, Nur ibn Mudżahidem, nacierającym na Fetegar, a wojskami etiopskimi 23 marca 1559 roku. W tej bitwie poległ cesarz Klaudiusz. Po wygranej Nur odciął mu głowę i zawiózł ją do sułtanatu, gdzie stała na słupie u wrót miasta Harer. Pod wpływem zabobonnego ludu, obwiniającego głowę cesarza za klęskę suszy, Nur odesłał czaszkę z powrotem do Etiopii. Po śmierci Klaudiusza rządy przejął jego młodszy brat, Minas.

## Działalność w dziedzinie kultury
Klaudiusz był wykształcony i popierał rozwój literatury i sztuki. Wobec religijnych kontrowersji związanych z przybyciem jezuitów, napisał w latach 1555–1558 utwór znany jako Wyznanie Klaudiusza, gdzie bronił Kościół etiopski przed zarzutami kierowanymi przez Europejczyków i uzasadniał słuszność etiopskiej tradycji i dogmatów. W czasach Klaudiusza powstało wiele dzieł religijnych, których autorzy ustosunkowywali się zarówno do katolicyzmu, jak i wiary muzułmańskiej. Tłumaczono też dzieła chrześcijańskie z języka arabskiego. Jednym z nich były traktaty teologiczne przetłumaczone przez Meebaa Tsyjona na temat natur Chrystusa i całej Trójcy Świętej, zatytułowany Hajmanote abbau, czyli "Wiara ojców". Natomiast księgę polemiczną z islamem napisał były muzułmanin yczegie Ymbakom pod tytułem Anketse amin, czyli "Wrota wiary". W historii muzyki zapisali się azzaż Raguiel i azzaż Giera, tworząc system notacji muzycznej. Cesarz Klaudiusz uczynił wiele starań w odbudowie zniszczonych przez najeźdźców kościołów. Odbudował między innymi kościoły i klasztory Tedbabe Marjam, Mekane Samaynt, Debre Uerk, odnowił Debre Libanos, Debre Byrhan, Mekane Syllasje, Atronse Marjam i Debre Ystifanos (Klasztor św. Stefana), Mertule Marjam i wiele innych klasztorów.

## Lamentacje
Po śmierci Klaudiusza zapanowała powszechna żałoba. Na końcu jednego z dziejopisów skomponowano lamentacje na cześć cesarza: 

...Czemu oczy moje nie staną się chmurami
i łzami nie spłyną jak deszczem,
bym nad panem mym Klaudiuszem lamentował
i płakał nad nim...
...och biada nam, biada - wołamy -
z powodu śmierci Klaudiusza,
bo on mężom naszym przywrócił korony,
a niewiastom - zasłony ozdobne,
które wróg odarł
w dniach klęski i cierpienia...
...szczęśliwe te bezpłodne, które ciąży nie zaznały
ani nie rodziły,
szczęśliwe, których piersi pokarm nie wypełniał,
bo przez śmierć Klaudiusza - błędy wybaczającego,
ich dzieci nie odczują smutku, któryśmy zaznali...
...powróć, Klaudiuszu, władco pokoju,
nam - twemu ludowi, przynieś łaskę pogodzenia,
porzuć miejsce swego odpoczynku,
by dziedzictwa naszego nie zagarnął muzułmanin,
by ziemi naszej rzymscy nie zabrali.

Ostatnia linijka jest najprawdopodobniej odniesieniem do katolickich misjonarzy z Europy. Z kolei jedenasta, dwunasta i trzynasta linijka stanowią odwołanie do słów Jezusa, skierowanych do niewiast podczas drogi krzyżowej na Golgocie.